# Dortmunder Comic-Preis
Der Dortmunder Comic-Preis (Dodo) ist eine von der Stadt Dortmund 2024 erstmals vergebene Auszeichnung. Er ist mit 10.000 Euro dotiert und geht alle zwei Jahre an Autoren und Zeichner, die ein besonders künstlerisches und innovatives Werk des visuellen Erzählens geschaffen haben.
Erste Preisträgerin war die Comicautorin Hannah Brinkmann, die für ihre Graphic Novel Gegen mein Gewissen ausgezeichnet wurde.
Symbolfigur des Dortmunder Comic-Preises ist der Dodo, ein um 1690 ausgestorbener, flugunfähiger Vogel – der gleich zweimal das Dortmunder Autokennzeichen in seinem Namen trägt. Entworfen hat die Dodo-Statuette der Comicautor und -zeichner Ralf König.

## Gründung und Vergabe
Die Einrichtung des Preises wurde im Dortmunder Stadtrat von den Parteien SPD, CDU und Die Grünen unterstützt. Der Dortmunder Comic-Preis soll alle zwei Jahre verliehen werden. In Absprache mit der Politik, die die Auszeichnung finanziert, wurde festgelegt, dass Frauen und Männer abwechselnd bedacht werden. Dass im Jahr der ersten Verleihung eine Frau geehrt werden sollte, war ebenfalls vorgegeben. Der Kreis der Kandidaten ist weder auf deutsche noch auf deutschsprachige Comic-Künstler beschränkt. 